# Campeonato NORCECA de Voleibol Masculino de 2007
O Campeonato NORCECA de Voleibol Masculino de 2007 foi a 20ª edição do torneio organizado pela NORCECA em parceria com a USA Volleyball, realizado no período de 16 a 21 de setembro na Anaheim Convention Center. Ao total, 8 equipes participaram desta edição.
A seleção anfitriã se sagrou campeã pela sétima vez ao vencer na final a seleção porto-riquenha. Na disputa pela medalha de bronze, a seleção cubana venceu a seleção canadense e completou o pódio. O levantador norte-americano Lloy Ball foi eleito MVP do torneio.

## Seleções participantes
As seguintes seleções foram selecionadas para competir o campeonato:
| Equipe               | Última participação |
| -------------------- | ------------------- |
| Barbados             | 8º em 2005          |
| Canadá               | 3º em 2005          |
| Cuba                 | 2º em 2005          |
| Estados Unidos       | 1º em 2005          |
| México               | 6º em 2005          |
| Porto Rico           | 5º em 2005          |
| República Dominicana | 4º em 2005          |
| Trinidad e Tobago    | 9º em 1985          |

## Local das partidas
| Anaheim                   |
| Anaheim Convention Center |
|                           |
| Capacidade: ?             |

## Grupos
| Grupo A        | Grupo B              |
| -------------- | -------------------- |
| Barbados       | Canadá               |
| Estados Unidos | Cuba                 |
| México         | República Dominicana |
| Porto Rico     | Trinidad e Tobago    |

## Formato da disputa
O torneio foi dividido em duas fases: fase classificatória e fase final.
As oito equipes participantes foram divididas em dois grupos. Ao término da primeira fase os dois primeiros colocados de cada grupo avançou para as semifinais, enquanto os segundos e terceiros colocados de cada grupo disputaram fase de quartas de finais. As equipes que ficaram em último lugar em seus respectivos grupos disputaram com as equipes derrotadas nas quartas de finais as posições do quinto ao oitavo lugar.
A fase de grupos foi jogado com um sistema de todos contra todos e as equipes foram classificadas de acordo com os seguintes critérios.
1. Maior número de partidas ganhas.
2. Maior número de pontos obtidos, que são concedidos da seguinte forma:
  - Partida com resultado final 3-0: 5 pontos para o vencedor e 0 pontos para o perdedor.
  - Partida com resultado final 3-1: 4 pontos para o vencedor e 1 pontos para o perdedor.
  - Partida com resultado final 3-2: 3 pontos para o vencedor e 2 pontos para o perdedor.
3. Proporção entre pontos ganhos e pontos perdidos (razão de pontos).
4. Proporção entre os Sets ganhos e os Sets perdidos (relação Sets).
5. Se o empate persistir entre duas equipes, a prioridade é dada à equipe que venceu a última partida entre as equipes envolvidas.
6. Se o empate persistir entre três equipes ou mais, uma nova classificação será feita levando-se em conta apenas as partidas entre as equipes envolvidas.

## Fase classificatória

### Grupo A
|     |                |     | Jogos | Jogos | Jogos | Resultados | Resultados | Resultados | Resultados | Resultados | Resultados | Sets | Sets | Sets  | Pontos | Pontos | Pontos |
| Pos | Equipe         | Pts | T     | V     | D     | 3–0        | 3–1        | 3–2        | 2–3        | 1–3        | 0–3        | V    | P    | R     | V      | P      | R      |
| --- | -------------- | --- | ----- | ----- | ----- | ---------- | ---------- | ---------- | ---------- | ---------- | ---------- | ---- | ---- | ----- | ------ | ------ | ------ |
| 1   | Estados Unidos | 15  | 3     | 3     | 0     | 3          | 0          | 0          | 0          | 0          | 0          | 9    | 0    | MAX   | 227    | 164    | 1.384  |
| 2   | Porto Rico     | 10  | 3     | 2     | 1     | 2          | 0          | 0          | 0          | 0          | 1          | 6    | 3    | 2.000 | 212    | 153    | 1.386  |
| 3   | México         | 4   | 3     | 1     | 2     | 0          | 1          | 0          | 0          | 0          | 2          | 3    | 7    | 0.429 | 192    | 229    | 0.838  |
| 4   | Barbados       | 1   | 3     | 0     | 3     | 0          | 0          | 0          | 0          | 1          | 2          | 1    | 9    | 0.111 | 158    | 243    | 0.650  |

Resultados
| Data   | Hora  |                   | Placar |                | Set 1 | Set 2 | Set 3 | Set 4 | Set 5 | Total | Relatório |
| ------ | ----- | ----------------- | ------ | -------------- | ----- | ----- | ----- | ----- | ----- | ----- | --------- |
| 16 set | 17:30 | 'Porto Rico '     | 3–0    | Barbados       | 25-16 | 25-17 | 25-16 |       |       | 75–0  | 75-49     |
| 16 set | 20:00 | 'Estados Unidos ' | 3–0    | México         | 25-11 | 25-15 | 25-20 |       |       | 75–0  | 75-46     |
| 17 set | 17:30 | 'Porto Rico '     | 3–0    | México         | 25-15 | 25-18 | 25-20 |       |       | 75–0  | 75-53     |
| 17 set | 20:00 | 'Estados Unidos ' | 3–0    | Barbados       | 25-13 | 25-13 | 25-4  |       |       | 75–0  | 75-30     |
| 18 set | 17:30 | 'México '         | 3–1    | Barbados       | 25-14 | 25-18 | 18-25 | 25-22 |       | 93–0  | 93-79     |
| 18 set | 20:00 | 'Porto Rico '     | 3–0    | Estados Unidos | 25-19 | 27-25 | 25-18 |       |       | 77–0  | 77-62     |

### Grupo B
|     |                      |     | Jogos | Jogos | Jogos | Resultados | Resultados | Resultados | Resultados | Resultados | Resultados | Sets | Sets | Sets  | Pontos | Pontos | Pontos |
| Pos | Equipe               | Pts | T     | V     | D     | 3–0        | 3–1        | 3–2        | 2–3        | 1–3        | 0–3        | V    | P    | R     | V      | P      | R      |
| --- | -------------------- | --- | ----- | ----- | ----- | ---------- | ---------- | ---------- | ---------- | ---------- | ---------- | ---- | ---- | ----- | ------ | ------ | ------ |
| 1   | Cuba                 | 14  | 3     | 3     | 0     | 2          | 1          | 0          | 0          | 0          | 0          | 9    | 1    | 9.000 | 247    | 190    | 1.300  |
| 2   | Canadá               | 11  | 3     | 2     | 1     | 2          | 0          | 0          | 0          | 1          | 0          | 7    | 3    | 2.333 | 238    | 192    | 1.240  |
| 3   | República Dominicana | 5   | 3     | 1     | 2     | 1          | 0          | 0          | 0          | 0          | 2          | 3    | 6    | 0.500 | 186    | 201    | 0.925  |
| 4   | Trinidad e Tobago    | 0   | 3     | 0     | 3     | 0          | 0          | 0          | 0          | 0          | 3          | 0    | 9    | 0.000 | 137    | 225    | 0.609  |

Resultados
| Data   | Hora  |                         | Placar |                      | Set 1 | Set 2 | Set 3 | Set 4 | Set 5 | Total | Relatório |
| ------ | ----- | ----------------------- | ------ | -------------------- | ----- | ----- | ----- | ----- | ----- | ----- | --------- |
| 16 set | 17:30 | 'Cuba '                 | 3–0    | Trinidad e Tobago    | 25-13 | 25-16 | 25-19 |       |       | 75–0  | 75-48     |
| 16 set | 17:30 | 'Canadá '               | 3–0    | República Dominicana | 25-21 | 25-23 | 25-20 |       |       | 75–0  | 75-64     |
| 17 set | 17:30 | 'Canadá '               | 3–0    | Trinidad e Tobago    | 25-14 | 25-14 | 25-10 |       |       | 75–0  | 75-38     |
| 17 set | 17:30 | 'Cuba '                 | 3–0    | República Dominicana | 25-13 | 25-17 | 25-17 |       |       | 75–0  | 75-47     |
| 18 set | 17:30 | 'República Dominicana ' | 3–0    | Trinidad e Tobago    | 25-15 | 25-20 | 25-16 |       |       | 75–0  | 75-51     |
| 18 set | 17:30 | 'Cuba '                 | 3–1    | Canadá               | 25-22 | 22-25 | 25-23 | 25-18 |       | 97–0  | 97-88     |

## Fase final

### Chaveamento final
|  | Quartas de final     | Quartas de final |            |   | Semifinais | Semifinais |          |  | Final | Final |
|  |                      |                  |            |   |            |            |          |  |       |       |
|  |                      |                  |            |   |            |            |          |  |       |       |
|  |                      |                  |            |   |            |            |          |  |       |       |
|  |                      |                  |            |   |            |            |          |  |       |       |
|  |                      |                  |            |   |            |            |          |  |       |       |
|  |                      |                  |            |   |            |            |          |  |       |       |
|  | Cuba                 | 2                |            |   |            |            |          |  |       |       |
|  | Cuba                 | 2                |            |   |            |            |          |  |       |       |
|  |                      |                  | Porto Rico | 3 |            |            |          |  |       |       |
|  | Porto Rico           | 3                | Porto Rico | 3 |            |            |          |  |       |       |
|  | Porto Rico           | 3                |            |   |            |            |          |  |       |       |
|  | República Dominicana | 0                |            |   |            |            |          |  |       |       |
|  | República Dominicana | 0                | Porto Rico | 1 |            |            |          |  |       |       |
|  |                      |                  | Porto Rico | 1 |            |            |          |  |       |       |
|  |                      | Estados Unidos   | 3          |   |            |            |          |  |       |       |
|  |                      | Estados Unidos   | 3          |   |            |            |          |  |       |       |
|  |                      |                  |            |   |            |            |          |  |       |       |
|  |                      |                  |            |   |            |            |          |  |       |       |
|  | Estados Unidos       | 3                |            |   |            |            |          |  |       |       |
|  | Estados Unidos       | 3                |            |   |            |            |          |  |       |       |
|  |                      |                  | Canadá     | 1 |            | 3º lugar   | 3º lugar |  |       |       |
|  | Canadá               | 3                | Canadá     | 1 |            | 3º lugar   | 3º lugar |  |       |       |
|  | Canadá               | 3                |            |   |            |            |          |  |       |       |
|  | México               | 0                |            |   |            |            |          |  |       |       |
|  | México               | 0                | Cuba       | 3 |            |            |          |  |       |       |
|  |                      |                  |            |   |            |            |          |  |       |       |
|  | Canadá               | 0                |            |   |            |            |          |  |       |       |
|  | Canadá               | 0                |            |   |            |            |          |  |       |       |

### Chaveamento do 5º ao 8º lugar
|  | 5º – 8º lugar        | 5º – 8º lugar |   |        | 5º lugar             | 5º lugar |  |
|  |                      |               |   |        |                      |          |  |
|  |                      |               |   |        |                      |          |  |
|  | República Dominicana | 3             |   |        |                      |          |  |
|  | Trinidad e Tobago    | 1             |   |        |                      |          |  |
|  |                      |               |   |        |                      |          |  |
|  |                      |               |   |        |                      |          |  |
|  |                      |               |   |        | República Dominicana | 3        |  |
|  |                      | Barbados      | 0 |        |                      |          |  |
|  |                      |               |   |        |                      |          |  |
|  |                      |               |   |        |                      |          |  |
|  |                      |               |   |        | 7º lugar             |          |  |
|  |                      |               |   |        |                      |          |  |
|  | México               | 2             |   | México | 3                    |          |  |
|  | Barbados             | 3             |   |        | Trinidad e Tobago    | 0        |  |

### Resultados

#### Quartas de final
| Data   | Hora  |               | Placar |                      | Set 1 | Set 2 | Set 3 | Set 4 | Set 5 | Total | Relatório |
| ------ | ----- | ------------- | ------ | -------------------- | ----- | ----- | ----- | ----- | ----- | ----- | --------- |
| 19 set | 17:30 | 'Porto Rico ' | 3–0    | República Dominicana | 25-18 | 25-19 | 25-15 |       |       | 75–0  | 75-52     |
| 19 set | 20:00 | 'Canadá '     | 3–0    | México               | 25-19 | 25-17 | 25-21 |       |       | 75–0  | 75-57     |

#### 5º – 8º lugar
| Data   | Hora  |                         | Placar |                   | Set 1 | Set 2 | Set 3 | Set 4 | Set 5 | Total | Relatório |
| ------ | ----- | ----------------------- | ------ | ----------------- | ----- | ----- | ----- | ----- | ----- | ----- | --------- |
| 20 set | 12:30 | 'República Dominicana ' | 3–1    | Trinidad e Tobago | 21-25 | 25-14 | 25-21 | 25-19 |       | 96–0  | 96-79     |
| 20 set | 14:30 | México                  | 2–3    | Barbados          | 25-23 | 22-25 | 19-25 | 25-18 | 15-17 | 106–0 | 106-108   |

#### Semifinais
| Data   | Hora  |                   | Placar |        | Set 1 | Set 2 | Set 3 | Set 4 | Set 5 | Total | Relatório |
| ------ | ----- | ----------------- | ------ | ------ | ----- | ----- | ----- | ----- | ----- | ----- | --------- |
| 20 set | 17:30 | 'Porto Rico '     | 3–2    | Cuba   | 26-24 | 11-25 | 22-25 | 26-24 | 15-11 | 100–0 | 100-109   |
| 20 set | 20:00 | 'Estados Unidos ' | 3–1    | Canadá | 32-30 | 19-25 | 25-19 | 26-24 |       | 102–0 | 102-98    |

#### 7º lugar
| Data   | Hora  |                   | Placar |           | Set 1 | Set 2 | Set 3 | Set 4 | Set 5 | Total | Relatório |
| ------ | ----- | ----------------- | ------ | --------- | ----- | ----- | ----- | ----- | ----- | ----- | --------- |
| 21 set | 12:30 | Trinidad e Tobago | 0–3    | ' México' | 22-25 | 16-25 | 25-27 |       |       | 63–0  | 77-63     |

#### 5º lugar
| Data   | Hora  |                         | Placar |          | Set 1 | Set 2 | Set 3 | Set 4 | Set 5 | Total | Relatório |
| ------ | ----- | ----------------------- | ------ | -------- | ----- | ----- | ----- | ----- | ----- | ----- | --------- |
| 21 set | 14:30 | 'República Dominicana ' | 3–0    | Barbados | 25-13 | 25-18 | 25-16 |       |       | 75–0  | 75-47     |

#### 3º lugar
| Data   | Hora  |         | Placar |        | Set 1 | Set 2 | Set 3 | Set 4 | Set 5 | Total | Relatório |
| ------ | ----- | ------- | ------ | ------ | ----- | ----- | ----- | ----- | ----- | ----- | --------- |
| 21 set | 17:30 | 'Cuba ' | 3–0    | Canadá | 38-36 | 25-21 | 25-22 |       |       | 88–0  | 88-79     |

#### Final
| Data   | Hora  |                   | Placar |            | Set 1 | Set 2 | Set 3 | Set 4 | Set 5 | Total | Relatório |
| ------ | ----- | ----------------- | ------ | ---------- | ----- | ----- | ----- | ----- | ----- | ----- | --------- |
| 21 set | 20:00 | 'Estados Unidos ' | 3–1    | Porto Rico | 25-20 | 23-25 | 25-22 | 25-23 |       | 98–0  | 98-90     |

## Classificação final
| Colocação | Time                 |
| --------- | -------------------- |
| 1         | Estados Unidos       |
| 2         | Porto Rico           |
| 3         | Cuba                 |
| 4         | Canadá               |
| 5         | República Dominicana |
| 6         | Barbados             |
| 7         | México               |
| 8         | Trinidad e Tobago    |

|  | Equipes classificadas para a Copa do Mundo de 2007 |

## Premiações
| Campeonato NORCECA de 2007         |
| Estados Unidos                     |
| ---------------------------------- |
| Estados Unidos Campeão (7º título) |

### Individuais
Os atletas que se destacaram individualmente foramː
| - Most Valuable Player (MVP) Lloy Ball - Melhor Oposto Víctor Rivera - Melhor Levantador Lloy Ball | - Melhor Central Murray Grapentine - Melhor Líbero Amaury Martínez |